# Communauté de communes Pays du Mont-Blanc
Die Communauté de communes Pays du Mont-Blanc ist ein französischer Gemeindeverband mit Rechtsform einer Communauté de communes im Département Haute-Savoie, dessen Verwaltungssitz sich in dem Ort Passy befindet. Sie liegt im Südosten des Départements und schließt die Westseite der Mont-Blanc-Gruppe ein. Die Topographie variiert sehr stark und reicht von der breiten Talebene der Arve (auf 515 m) bis hinauf in das ewige Eis des Mont Blanc (4810 m). Das Gebiet des Gemeindeverbandes schließt dabei die Hochtäler des Bon Nant und Arly ein. Der aus zehn Gemeinden bestehende Gemeindeverband wurde im November 2012 gegründet und ersetzte dabei einen älteren Zweckverband, das „Syndicat Mixte Pays du Mont Blanc“. Er zählt 44.954 Einwohner (Stand 2022) auf einer Fläche von 413,55 km², sein Präsident ist Georges Morand.

## Aufgaben
Zu den vorgeschriebenen Kompetenzen gehören die Entwicklung und Förderung wirtschaftlicher Aktivitäten sowie die Raumplanung auf Basis eines Schéma de Cohérence Territoriale. Der Gemeindeverband bestimmt die Wohnungsbaupolitik. Er betreibt die Müllabfuhr und ‑entsorgung sowie den öffentlichen Nahverkehr und Schulbusverkehr. Zusätzlich baut und unterhält der Verband Kultur- und Sporteinrichtungen.

## Mitgliedsgemeinden
Folgende zehn Gemeinden gehören der Communauté de communes Pays du Mont-Blanc an:
| Gemeinde                                  | Einwohner 1. Januar 2022 | Fläche km² | Dichte Einw./km² | Code INSEE | Postleitzahl |
| ----------------------------------------- | ------------------------ | ---------- | ---------------- | ---------- | ------------ |
| Combloux                                  | 2.094                    | 17,27      | 121              | 74083      | 74920        |
| Cordon                                    | 984                      | 22,35      | 44               | 74089      | 74700        |
| Demi-Quartier                             | 803                      | 8,90       | 90               | 74099      | 74120        |
| Domancy                                   | 2.203                    | 7,40       | 298              | 74103      | 74700        |
| Les Contamines-Montjoie                   | 1.083                    | 81,35      | 13               | 74085      | 74170        |
| Megève                                    | 2.927                    | 44,11      | 66               | 74173      | 74120        |
| Passy                                     | 10.852                   | 80,03      | 136              | 74208      | 74480        |
| Praz-sur-Arly                             | 1.289                    | 22,64      | 57               | 74215      | 74120        |
| Saint-Gervais-les-Bains                   | 5.678                    | 63,63      | 89               | 74236      | 74190        |
| Sallanches                                | 17.041                   | 65,87      | 259              | 74256      | 74700        |
| Communauté de communes Pays du Mont-Blanc | 44.954                   | 413,55     | 109              | –          | –            |